# Rybník (powiat Levice)
Rybník – wieś (obec) na Słowacji położona w kraju nitrzańskim, w powiecie Levice. Pierwsze wzmianki o miejscowości pochodzą z roku 1075. 
Według danych z dnia 31 grudnia 2012, wieś zamieszkiwało 1409 osób, w tym 733 kobiety i 676 mężczyzn.
W 2001 roku rozkład populacji względem narodowości i przynależności etnicznej wyglądał następująco:
- Słowacy – 97,79%
- Czesi – 0,93%
- Polacy – 0,14%
- Węgrzy – 0,57%

Ze względu na wyznawaną religię struktura mieszkańców kształtowała się w 2001 roku następująco:
- Katolicy rzymscy – 91,02%
- Grekokatolicy – 0,21%
- Ewangelicy – 0,93%
- Prawosławni – 0,14%
- Ateiści – 5,49%
- Przedstawiciele innych wyznań – 0,07%
- Nie podano – 1,57%